# Gabriel Yared
Gabriel Yared (Beirute, Líbano, 7 de Outubro de 1949) é um compositor libanês multi-premiado que compôs várias bandas sonoras para cinema.

## Carreira
Gabriel Yared tem formação de música erudita e jazz. Estudou em colégio jesuíta no Líbano. Teve aproximação com as obras de Johann Sebastian Bach, Pachelbel, Messiaen, Schumann, Liszt, César Franck e outros compositores. Aos 14, compôs sua primeira valsa.
Pianista e arranjador renomado, mudou-se para Paris em 1969 onde, depois de estudar na École Normale de Musique, tendo aulas de composição com Henri Dutilleux.
Em 1971, residiu um ano e meio no Brasil, a propósito de ser representante do Líbano no Festival Internacional da Canção, promovido pela Rede Globo de Televisão. Ganhou o prêmio de primeiro lugar. Nessa ocasião, tornou-se amigo dos grandes nomes da Música Popular Brasileira, como Ivan Lins, Jorge Ben, Edu Lobo e Elis Regina.
Em seu retorno à França, começou a trabalhar para nomes da Música francesa como Mireille Mathieu, Charles Aznavour, entre outros. No início dos anos 80, já fazia jingles para a TF1 (Television Française 1), bem como jingles para rádio. Sua transição para o Cinema foi natural.
Yared fala fluentemente em inglês, francês e português.
Em 2002, ministrou uma palestra na Aliança Francesa brasileira, em São Paulo, onde estavam presentes o crítico de cinema Rubens Ewald Filho e a filha de Elis Regina, que tempos depois se tornou a famosa cantora Maria Rita.
Gabriel Yared reside em Paris, na França.

## Música para cinema
Yared compôs as trilhas de filmes como A Lua na Sarjeta / La lune dans le caniveau (de Jean-Jacques Beineix, 1983), Hanna K (de Costa-Gavras, 1984), Betty Blue / 37°2 le matin (de Jean-Jacques Beineix, 1986), Camille Claudel (de Bruno Nuyten, 1988), O Amante / L'Amant (de Jean-Jacques Annaud, 1991), O Paciente Inglês (de Anthony Minghella, 1996), Cidade dos Anjos (de Brad Silberling, 1998), Outono em Nova York (de Joan Chen, 2000), Sylvia (de Christine Jeffs, 2003), Cold Mountain (de Anthony Minghella, 2003), Azur & Azmar (de Michel Ocelot, 2006), entre muitos outros.
Amigo e colaborador de Anthony Minghella, Yared já colaborou com ele de 1996 a 2006: O Paciente Inglês (The English Patient) (1996) (o primeiro filme da parceria Yared e Minghella), O Talentoso Mr. Ripley (The Talented Mr. Ripley) (1999), Cold Mountain (2003) e Assalto e Intromissão (Breaking and Entering) (2006) (o último filme da parceria Yared e Minghella).
Trabalhou também com cineastas como Jean-Luc Godard, Robert Altman, Philippe de Broca, Jeannot Szwarc, Jean-Hughes Anglade, Luis Mandoki e John Schlesinger, entre outros.
Gabriel Yared realizou, em quase trinta anos de carreira musical, a composição de mais de 70 trilhas sonoras para o Cinema. Foi premiado com o Oscar da Academia de Hollywood pela trilha de O Paciente Inglês e foi indicado por O Talentoso Ripley e Cold Mountain, todos filmes dirigidos pelo cineasta inglês Anthony Minghella.

## Premiações
- 1984 – Grand Prix de la SACEM - A Lua na Sarjeta
- 1985 – Grand Prix de la SACEM - Hanna K
- 1986 – Victoire de la Musique / indicação para o César 1986 - Betty Blue
- 1989 – Victoire de la Musique / indicação para o César 1989 - Camille Claudel
- 1992 – Victoire de la Musique - L'Amant
- 1993
  - César de Música / indicação ao Internation Musical Visual Award - L'Amant
  - indicação ao Australian Film Institute Award - Map of the Human Heart
  - indicação ao Midem Award - Poorly Extinguished Fires
  - indicação a Victoire de la Musique - The Groundhogs
- 1994 – indicação ao Midem Award - Wings of Courage
- 1995 – indicação ao Victoire de la Musique - Black for Rememberance
- 1997
  - Oscar de Melhor Trilha Sonora - O Paciente Inglês
  - Globo de Ouro - O Paciente Inglês
  - BAFTA (British Academy of Arts & Television Awards) - O Paciente Inglês
  - First Golden Satellite Awards - O Paciente Inglês
  - Indie Award - O Paciente Inglês
- 1998
  - Grammy Awards - O Paciente Inglês
  - Victoire de la Musique - O Paciente Inglês
  - Grand Prix de la SACEM - O Paciente Inglês
- 1999
  - indicação ao Film & Television Music Awards - Cidade dos Anjos
  - indicação ao Golden Satellite Awards - Cidade dos Anjos
  - indicação ao Grammy Awards - Cidade dos Anjos
- 2000
  - Prêmio da Broadcast Film Critics Association - O Talentoso Ripley
  - indicação a Oscar de Melhor Trilha Sonora - The Talented Mr. Ripley
  - indicação ao Globo de Ouro - The Talented Mr. Ripley
  - indicação ao BAFTA- The Talented Mr. Ripley
- 2004
  - indicação ao César - Bon Voyage (2003)
  - The World Soundtrack Awards / Compositor do Ano - Cold Mountain
  - The World Soundtrack Awards / Melhor Trilha Original do Ano - Cold Mountain
  - indicação ao Prêmio da Broadcast Film Critics Association - Cold Mountain
  - indicação a Golden Globe Awards - Cold Mountain
  - indicação ao Cinemarati (The Web Alliance for Film Commentary) - Cold Mountain
  - indicação ao Oscar - Cold Mountain
- 2006
  - Grande Prêmio no Festival "La Clef d'Or" (Auxerre) - Das Leben der Anderen
  - Clef des Auditeurs France Bleu / France Musique - Das Leben der Anderen
  - indicação ao Deutscher Filmpreis (Berlim) - Das Leben der Anderen
  - European Film Awards / Compositor Europeu do Ano - Das Leben der Anderen
  - César - Azur & Azmar
  - Victoire de la Musique - Azur & Azmar
  - Les Étoiles du Cinéma - Azur & Azmar

2007 – indicação a Prix France Musique/UCMF (Cannes Festival) - Azur & Azmar

## Curiosidades
- Gabriel Yared teve oito meses para compor a trilha sonora original de O Paciente Inglês e, a pedido do diretor Anthony Minghella, era interessante para o filme ter algo ao estilo de Bach e que também contivesse especificamente a canção do folclore húngaro Szerelem, Szerelem, que foi interpretada pela cantora Márta Sebestyén. Na trilha do longa-metragem também figuram canções com Ella Fitzgerald, Fred Astaire e a orquestra de Benny Goodman. A trilha sonora de O Paciente Inglês foi gravada em Londres, pela orquestra da Academy of Saint Martin in the Fields.
- Para a trilha de Betty Blue (37°2 le matin), Gabriel Yared convidou até sua casa os dois protagonistas do filme, os atores Jean-Hughes Anglade e Béatrice Dalle, para conversarem sobre uma cena em que ambos tocam piano juntos. Béatrice, na ocasião, dissera que jamais havia tocado piano e Anglade, por sua vez, contou que tivera alguns rudimentos de piano na juventude. A partir dessas poucas informações, Yared levou os dois atores ao piano e criou com eles uma das mais belas cenas de Betty Blue, dirigido por Jean-Jacques Beineix.
- Yared acredita que a capacidade de criar Música seja mesmo uma demonstração do divino, tal como acontecia com Mozart, quando compunha suas obras sem saber exatamente como e de onde lhe vinha a inspiração.